# Wzmacniacz tranzystorowy

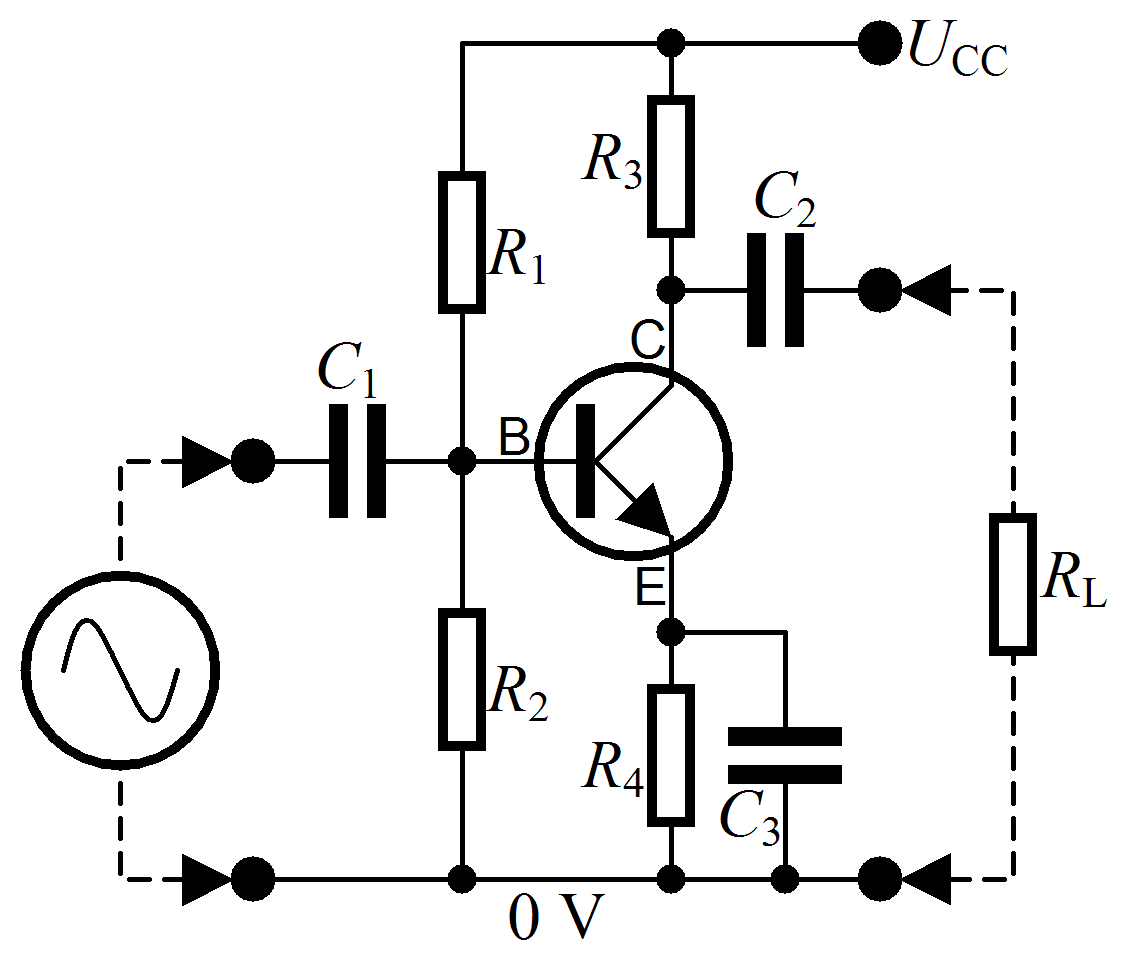
Schemat jednostopniowego wzmacniacza tranzystorowego

Wzmacniacz tranzystorowy – wzmacniacz, w którym elementy czynne to tranzystory. Wzmacniacze tranzystorowe są od lat 60. XX w. wykorzystywane w różnych obwodach wzmacniaczy, np. różnicowego, operacyjnego, selektywnego, szerokopasmowego, elektroakustycznego, mocy.
Wzmacniacze tranzystorowe są szeroko stosowane w układach scalonych.
Wyróżnia się następujące, podstawowe obwody wzmacniacza tranzystorowego wykorzystujące tranzystor bipolarny:
- układ ze wspólnym emiterem
- układ ze wspólnym kolektorem
- układ ze wspólną bazą

W przypadku wykorzystania tranzystora polowego są to odpowiednio:
- układ ze wspólnym źródłem
- układ ze wspólnym drenem
- układ ze wspólną bramką.